# Froideville (Vaud)
Froideville – miejscowość i gmina (commune) w zachodniej Szwajcarii, w kantonie Vaud, w okręgu (district) Gros-de-Vaud. Leży nad rzeką Talent.

## Demografia
We Froideville mieszka 2671 osób. W 2021 roku 18,3% populacji gminy stanowiły osoby urodzone poza Szwajcarią. 